# Pseudopfenderina
Pseudopfenderina es un género de foraminífero bentónico de la subfamilia Pseudopfenderininae, de la familia Pfenderinidae, de la superfamilia Pfenderinoidea, del suborden Orbitolinina y del orden Loftusiida. Su especie tipo es Pfenderina butterlini. Su rango cronoestratigráfico abarca el Liásico inferior (Jurásico inferior).

## Discusión
Clasificaciones previas incluían Pseudopfenderina en la subfamilia Pfenderininae, de la Familia Pfenderinidae, de la superfamilia Ataxophragmioidea, así como en el suborden Textulariina del orden Textulariida o en el orden Lituolida.

## Clasificación
Pseudopfenderina incluye a la siguiente especie:
- Pfenderina neocomiensis